# Mare Island Naval Shipyard

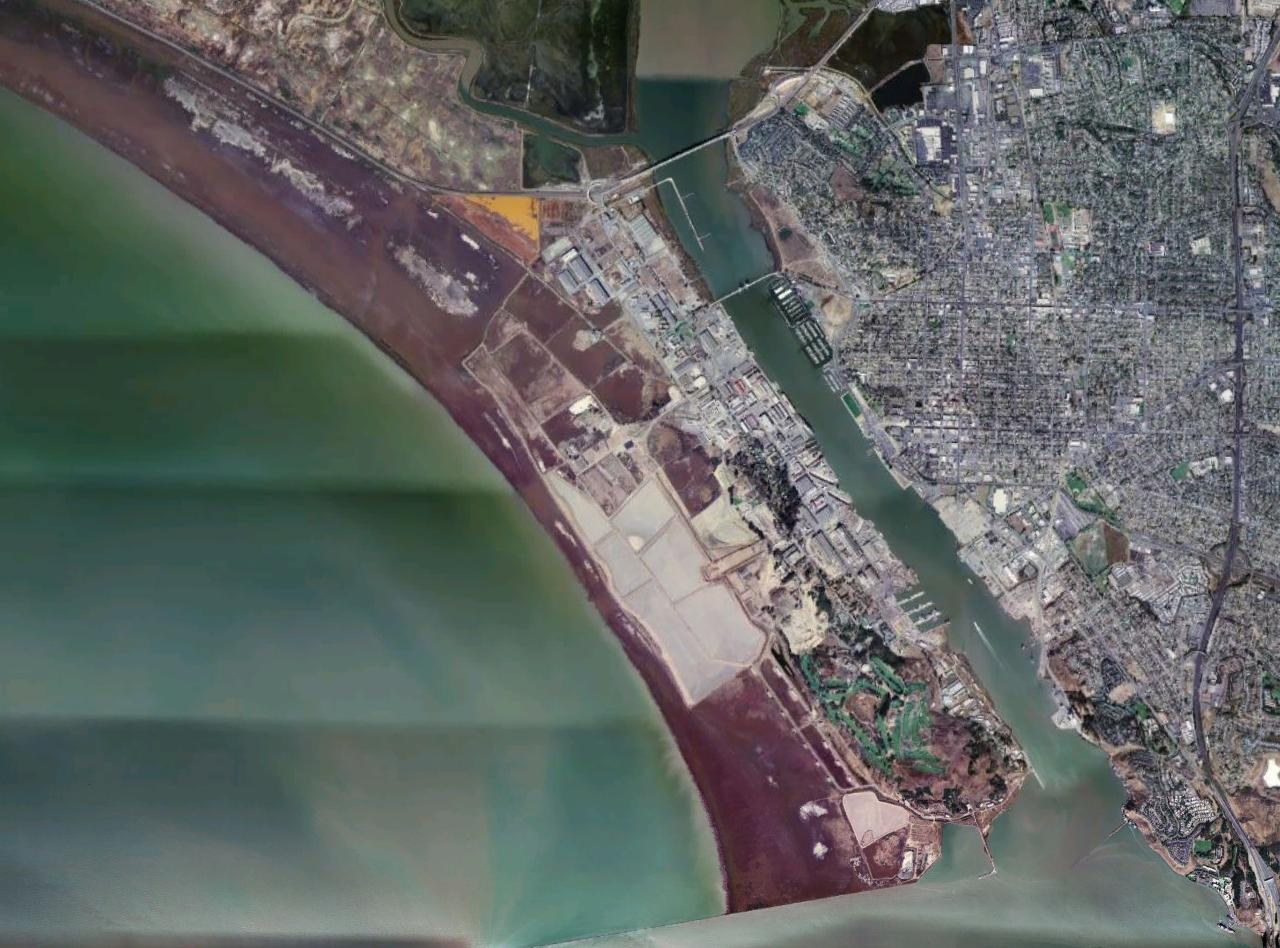
Luftbild der Gegend, die Werft liegt am linken Ufer des Flusses

Die Mare Island Naval Shipyard war die erste Werft der United States Navy an der Pazifikküste. Sie befand sich auf Mare Island, Kalifornien. Die nächste Stadt ist Vallejo, direkt gegenüber der im Napa River gelegenen Insel.

## Geschichte

### Wichtige Ereignisse
Die MINS wurde am 16. September 1854 eröffnet, nachdem die US Navy ein Jahr zuvor die Insel für 83.491 US-Dollar erworben hatte. Erster Kommandant der Werft war David Glasgow Farragut. Bereits 1852 war das Schwimmdock geordert worden, das in New York gebaut und in Teilen über Kap Hoorn nach Mare Island gebracht wurde, wo es im Februar 1855 erstmals ein Schiff aufnahm (die St. Mary’s). Das erste auf Mare Island gebaute Schiff lief 1859 von Stapel, es war die Saginaw. 1912 lief in der Mare Island Naval Shipyard die Jupiter vom Stapel, die später zum ersten Flugzeugträger der US Navy, der Langley, umgebaut wurde. Auf der Werft wurde auch auf dem Kreuzer Pennsylvania die Plattform aufgebaut, auf der Eugene Burton Ely am 18. Januar 1911 die erste Landung mit einem Radflugzeug auf einem Schiff ausführte.
Das Schlachtschiff California war das größte jemals an der Westküste gebaute Schiff. Beim Stapellauf am 20. November 1919 rissen jedoch die Haltekabel, so dass das Schiff eine Pier auf der gegenüberliegenden Seite des Flusses heftig rammte. Obwohl die California mit ihrer Hecksee etliche kleine Boote versenkte und die Pieranlage an der Vallejo-Front demolierte, hielt sich der Schaden in Grenzen. Das Schiff selbst trug überhaupt keine relevanten Schäden davon. Und die Stadt Vallejo schickte der Marine nie eine Rechnung für die Wiederherstellung der Pier. Mare Island baute in Folge auch weitere große Kriegsschiffe.

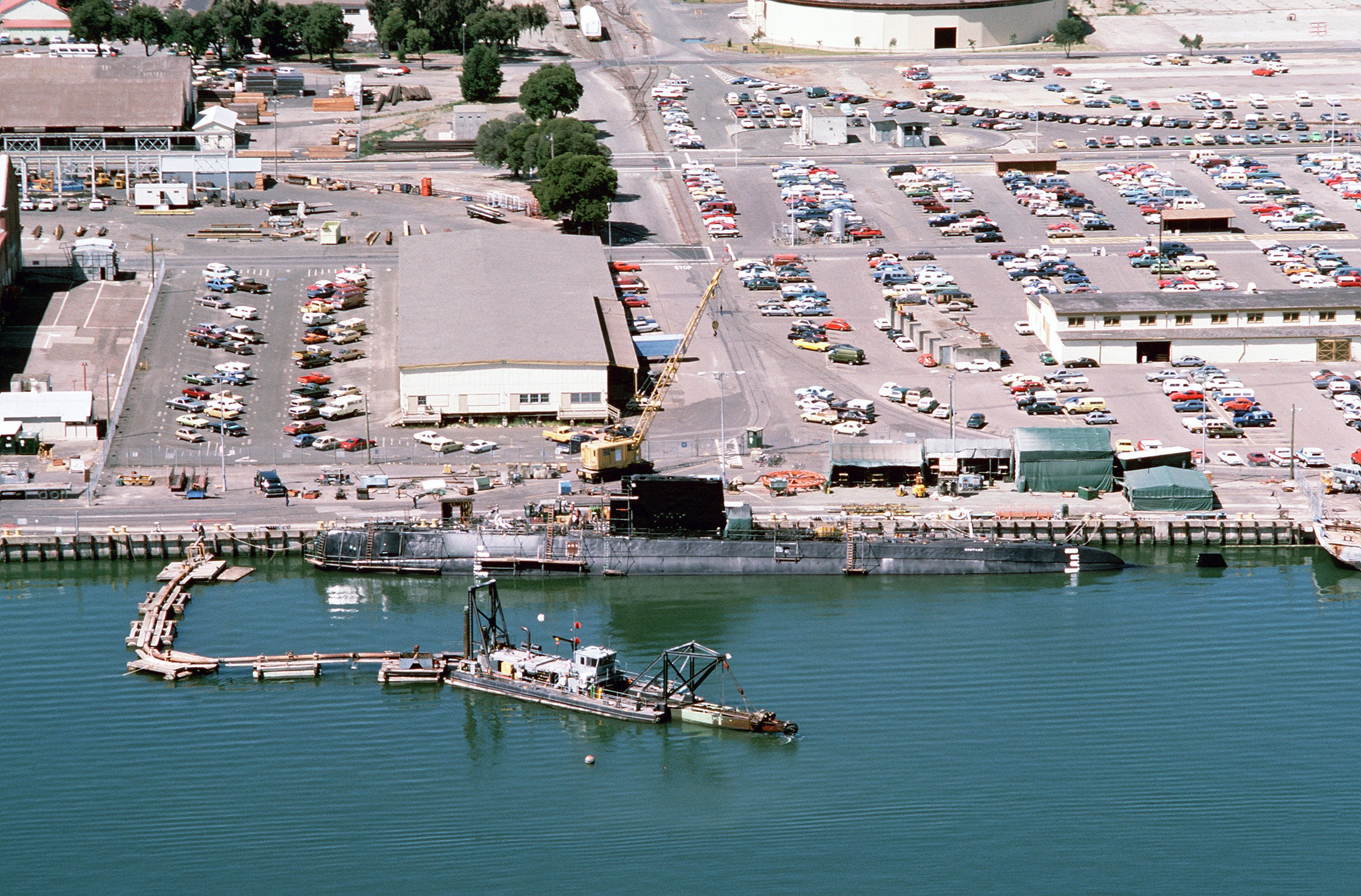
Die Nautilus 1985 in der Werft

Während des Zweiten Weltkrieges erreichte die Werfttätigkeit ihren Höhepunkt, als über 46.000 Menschen beschäftigt wurden. Zahllose Reparaturen und Modernisierungen für die gigantisch angewachsene Pazifikflotte wurden hier durchgeführt. Besonders bekannt wurde die Werft durch die außergewöhnlich rege fotografische Dokumentation der Arbeiten. Die riesige Fotosammlung, inzwischen deklassifiziert und veröffentlicht, gilt mit ihren zahlreichen großformatigen Detailfotos heute als eines der wichtigsten Archive zur Rekonstruktion des Aussehens amerikanischer Kriegsschiffe im Zweiten Weltkrieg.
Zwischen 1954 und 1970 baute die Werft 17 Atom-U-Boote. Ab 1970 wurden keine Schiffe mehr gebaut, die Werft wurde vollständig für Überholungen, größtenteils von U-Booten, verwendet. Im Mai 1975 erhielt die Werft den Status einer National Historic Landmark zuerkannt. Ab 1979 wurde die Nautilus in der MINS für die Ausstellung als Museumsschiff restauriert.
1993 wurde im Base-Realignment-and-Closure-Programm beschlossen, die Werft zu schließen, zum 1. April 1996 wurde diese Entscheidung umgesetzt. Während Teile der Werft an andere Regierungsstellen übergeben wurden, werden andere Teile zivil genutzt.

### Kurioses
Zu den Besonderheiten der Werft gehörte ihre eigene Sternwarte, die 1865 errichtet, mit einem fünfzölligen Refraktor in einer Klapptor-Kuppel bestückt, und erst 1931 abgebaut wurde.
1965 lief in der MINS mit der USS Mariano G. Vallejo ein U-Boot vom Stapel, das wie die nächste Stadt nach Mariano Guadalupe Vallejo benannt wurde. Der Turm dieses Bootes wurde nach der Außerdienststellung wieder aufs Werftgelände gebracht und dort ausgestellt.